# Lahmacun
Lahmacun [lahmaˈdʒun], de asemenea, în mod greșit numită pizza turcească, este o lipie din aluat dospit, care înainte de coacere se acoperă ușor cu un ragut picant, din carne tocată, ceapă și roșii. În varianta vegetariană, lahmacun este fără carne tocată. Lahmacun este o gustare tradițională din Turcia, care este de obicei mâncată caldă, direct din cuptor. Mâncăruri similare sunt, de asemenea, cunoscute în lumea arabă.
Se presupune că asirienii cunoșteau deja din secolul al II lea î.H., un fel de mâncare asemănător și comercianții greci a adus felul de mâncare din Grecia. Asirienii au inventat o tehnică prin care s-a ajuns ca aluatul să devină fragil. Este un fel de mâncare din Orientul Mijlociu care a fost adoptat de multe culturi.
La preparare se folosește un aluat simplu subțire din făină, drojdie, apă, sare de bucătărie și eventual un pic de ulei. Clătita de dimensiunea unei farfurii, se umple cu un amestec din carne tocată crudă de miel sau vită, roșii, ceapă, usturoi și boia de ardei, care se condimentează cu chimion, sumac, piper și sare.
Lahmacun este servit în mod tradițional cu pătrunjel, ceapa tocată și un sfert de lămâie tăiată - clătita este stropită cu suc de lămâie, după gust condimentată cu Pul Biber picant și se mănâncă fierbinte, direct din cuptor, cu mâna.